# Kraftelektronik

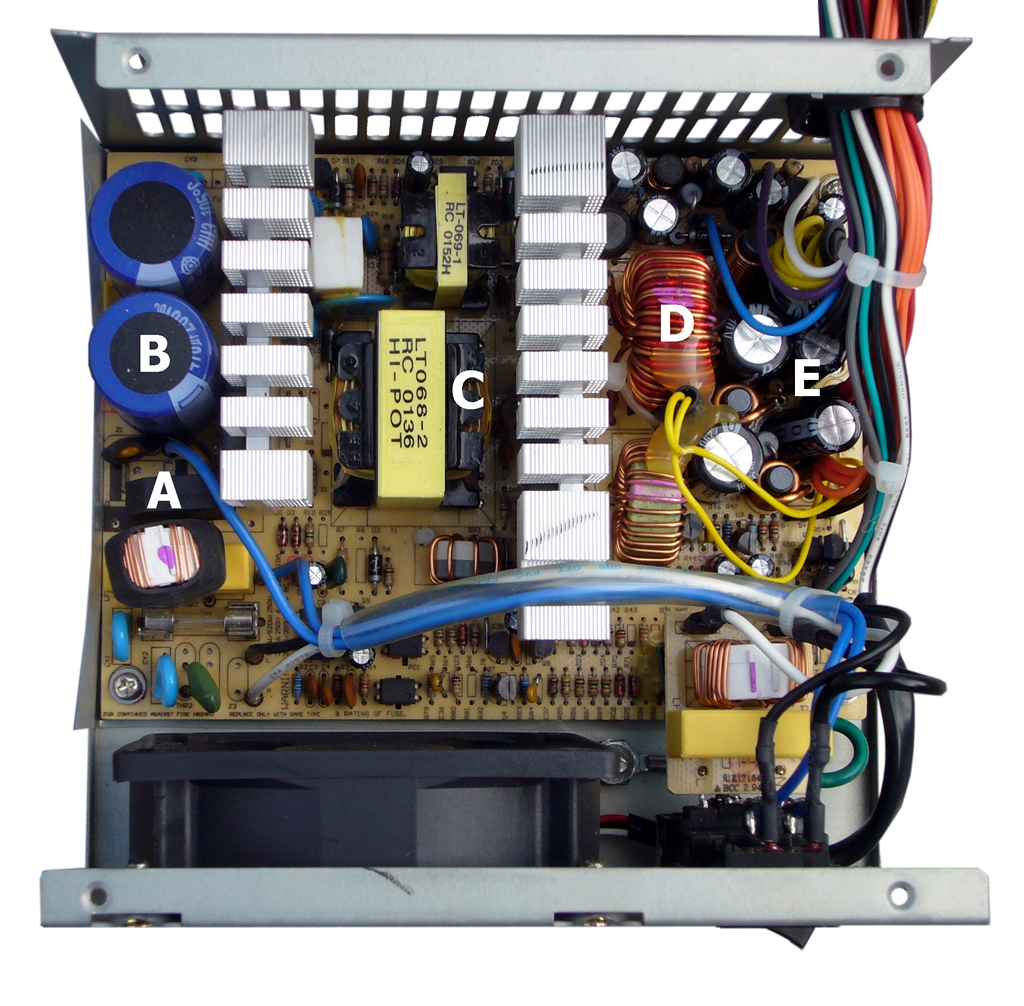
Kraftelektronik i en PC

Kraftelektronik är det teknikområde som hanterar styrning och omvandling av elektrisk energi med hjälp av elektroniska kretsar. 
Exempel på kraftelektronikutrustning är frekvensomriktare, nätaggregat, batteriladdare, svetsaggregat. 
Den elektroniska kretsen inom kraftelektroniken är det som skiljer den från enklare omvandling av elektricitet, genom t.ex. en fristående transformator, och består av halvledare. Dessa fungerar som "elektroniska strömbrytare" och kan omvandla den elektriska energin på ett flexibelt sätt med avseende på frekvens, ström och spänning. 
Exempel på väsentliga halvledande komponenter inom kraftelektroniken är diod, tyristor och transistor. Dock kan en kraftelektronisk utrustning innehålla andra komponenter så som transformatorer och kondensatorer. 
Fördelarna med att använda sig av kraftelektronik är flera men förutom flexibiliteten så gör kraftelektroniken att energikrävande utrustningar inom industrin drar mindre ström och att större platskrävande utrustning kan göras mindre och billigare. Speciellt har utvecklingen av krafttransistorer de sista 30 åren revolutionerat kraftelektroniken.
Exempel på moderna krafttransistorer är IGBT, MOSFET, Super Junction MOSFET.
Nackdelarna med kraftelektroniken, som med många anordningar innehållandes halvledare, är att de vid felmontering, konstruktionsfel eller vid viss tillämpning ger ifrån sig störningar ut på elnätet som kan vara svåra att lokalisera i.o.m. att de kan uppkomma sporadiskt. Kraftelektronisk utrustning kan också störa närliggande elektronisk utrustning utan att vara sammankopplade.   